# Горошко Борис Борисович

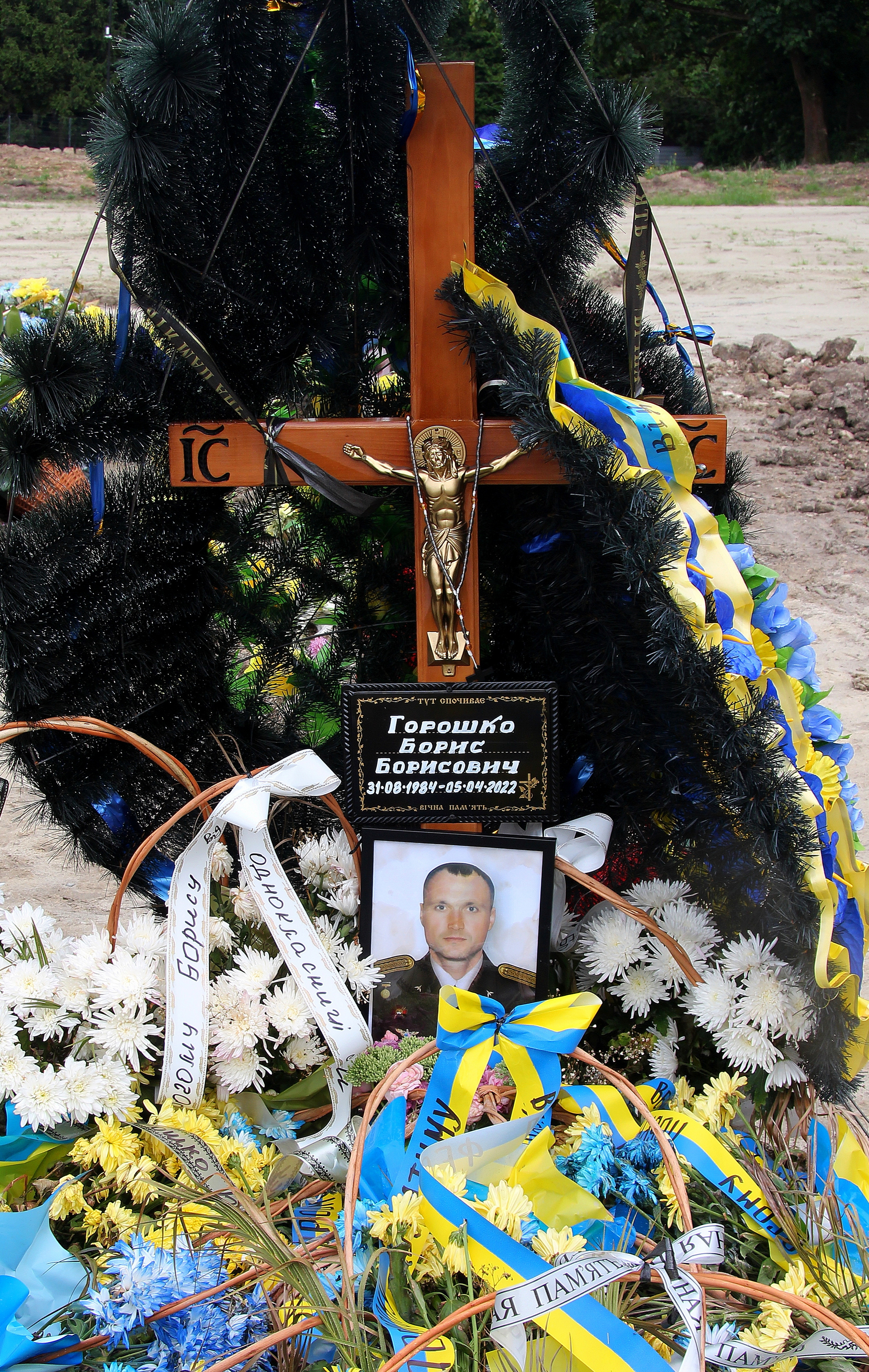

Борис Борисович Горошко (31 серпня 1984, м. Вишнівець, Тернопільська область — 5 квітня 2022, біля с-ща Велика Новосілка, Донецька область) — український військовослужбовець, льотчик 1-го класу, майор Повітряних сил Збройних сил України, учасник російсько-української війни. Лицар ордена Богдана Хмельницького III ступеня (2022). Герой України (2024, посмертно).

## Життєпис
Борис Горошко народився 31 серпня 1984 року в місті Вишнівці, нині Вишнівецької громади Кременецького району Тернопільської области України.
Навчався в Новокалинівській загальноосвітній школі. Закінчив Харківський інститут Повітряних сил.
У 2006—2009 роках служив у 301-му зенітному ракетному полку. Учасник миротворчих місій ООН у Ліберії та Демократичній Республіці Конго, а також бойових дій на сході України.
У 2009—2022 роках — у 12-й окремій бригаді армійської авіації, де обіймав посаду начальника штабу — заступника командира вертолітної ескадрильї.
Загинув 5 квітня 2022 року під час виконання бойового завдання із перельотів на «Азовсталь» як командир екіпажу.
Похований 21 липня 2023 року Полі Почесних поховань № 86-А Личаківського цвинтаря.
Залишилися дружина та донька.

## Нагороди
- звання Герой України з удостоєнням ордена «Золота Зірка» (23 серпня 2024, посмертно) — за особисту мужність і героїзм, виявлені у захисті державного суверенітету та територіальної цілісності України, самовіддане служіння Українському народові[1];
- орден Богдана Хмельницького III ступеня (29 березня 2022) — за особисту мужність і самовіддані дії, виявлені у захисті державного суверенітету та територіальної цілісності України, вірність військовій присязі[2];
- відзнака Президента України «За участь в антитерористичній операції».
- орден Святого Юра (6 грудня 2023, посмертно).